# Дитячий зоопарк
Дитячий зоопарк (англ. Children's Zoo) — другий сегмент 3-го епізоду 1-го сезону телевізійного серіалу «Зона сутінків», у якому показано неочікуваний результат постійних чвар в одній американській родині.

## Сюжет
Маленька дівчинка Деббі Каннінгем виховується в родині, де мати постійно влаштовує скандали та сперечається з чоловіком — батьком Деббі, який, в свою чергу, не виявляє бажання зайвий раз провести свій час зі своєю дитиною. При цьому вони час від часу зачіпають тему розлучення. Одного разу дівчинка знаходить під час прибирання у своїй кімнаті запрошення у дитячий «зоопарк», яке перед цим отримала від свого друга. Після тривалої сварки батьки вирішують підвезти Деббі на територію незвичайного «зоопарку», сутність якого полягає в наданні можливості дітям самостійно обрати собі нових батьків. Йдучи коридором «зоопарку», Деббі бачить через спеціальні вікна своїх потенційних батьків — тобто сімейні пари, яких перед цим позбулися їхні власні діти та які мають велике бажання завести собі нову дитину. Кожна з цих пар обіцяє дівчинці щасливе життя та виконання її побажань, аби тільки вона вибрала когось з них. Однак Деббі продовжує йти коридором «зоопарку», не беручи до уваги почуте. Врешті-решт вона таки обирає сімейну пару — ще молодих чоловіка та жінку, які пообіцяли бути їй найкращими батьками, аби тільки вона дала їм для цього шанс. У їхніх стосунках відчуваються гармонія та єдність — саме те, чого Деббі дуже бракувало у попередній родині. Наприкінці епізоду Деббі покидає територію «зоопарку» вже з новими батьками, а рідні батько та мати, за правилами закладу, залишаються у кімнаті очікування до того моменту, коли їх обере інша дитина.

## Ролі виконують
- Лорна Лафт — Шейла Каннінгем
- Стівен Кітс — Мартін Каннінгем
- Жаклін-Роуз Лестер — Деббі Каннінгем
- Сідні Волш — Мелоді
- Вес Крейвен — чоловік у першій кімнаті
- Керрі Слеттері — жінка в першій кімнаті
- Дон Дефорест Пол — чоловік у другій кімнаті
- Сенді Браун Вайет — жінка у другій кімнаті
- Джек Телое — чоловік у третій кімнаті
- Памела Браун — жінка у третій кімнаті
- Аль Алу — чоловік у четвертій кімнаті
- Вірджинія Морріс — жінка у четвертій кімнаті

## Цікаві факти
- Епізод не має оповідей ні на початку, ні в кінці.
- Тривалість епізоду становить всього вісім хвилин.
- В епізоді у ролі одного з ув'язнених в «зоопарку» чоловіків з'являється режисер першого епізоду «Зони сутінків» Вес Крейвен.

## Прем'єра
Прем'єра епізоду відбулась у Великій Британії 11 жовтня 1985.